# Фёдоров, Валентин Витальевич
Валентин Витальевич Фёдоров (1925—1988) — лейтенант Рабоче-крестьянской Красной Армии, участник Великой Отечественной войны, Герой Советского Союза (1945).

## Биография
Валентин Фёдоров родился 23 декабря 1925 года в селе Ломы (ныне — Сретенский район Забайкальского края). Окончил десять классов школы. В 1943 году Фёдоров был призван на службу в Рабоче-крестьянскую Красную Армию. С августа того же года — на фронтах Великой Отечественной войны.
К августу 1944 года младший сержант Валентин Фёдоров был наводчиком орудия истребительно-противотанковой батареи 44-й мотострелковой бригады 1-го танкового корпуса 2-й гвардейской армии 1-го Прибалтийского фронта. Отличился во время боёв на территории Литовской ССР. 19 августа 1944 года во время боя у населённого пункта Кужяй Шяуляйского района расчёт Фёдорова уничтожил 8 вражеских танков. Когда его орудие было разбито, Фёдоров с товарищами продолжал отбиваться противотанковыми гранатами.
Указом Президиума Верховного Совета СССР от 24 марта 1945 года за «образцовое выполнение заданий командования и проявленные мужество и героизм в боях с немецкими захватчиками» младший сержант Валентин Фёдоров был удостоен высокого звания Героя Советского Союза с вручением ордена Ленина и медали «Золотая Звезда» за номером 8260.
После окончания войны в звании лейтенанта Фёдоров был уволен в запас. Проживал и работал в Ленинграде. Умер 3 января 1988 года, похоронен на Красненьком кладбище Санкт-Петербурга.
Был также награждён орденом Отечественной войны 1-й степени и тремя орденами Красной Звезды, рядом медалей.
В честь Фёдорова названо спасательное судно Балтийского морского пароходства.